# Сарыголь
Сарыго́ль (укр. Сариголь, крымскотат. Sarı Göl, Сары Голь) — исчезнувшее село городского округа Феодосия Республики Крым, располагавшееся примерно в 1 км к востоку от современного посёлка Узловое.

## История
Первое документальное упоминание села встречается в Камеральном Описании Крыма… 1784 года, судя по которому, в последний период Крымского ханства Сарыголь входил в Колечский кадылык Кефинского каймаканства.
После присоединения Крыма к России (8) 19 апреля 1783 года, (8) 19 февраля 1784 года, именным указом Екатерины II сенату, на территории бывшего Крымского Ханства была образована Таврическая область и деревня была приписана к Левкопольскому, а после ликвидации в 1787 году Левкопольского — к Феодосийскому уезду Таврической области. После Павловских реформ, с 1796 по 1802 год, входила в Акмечетский уезд Новороссийской губернии. По новому административному делению, после создания 8 (20) октября 1802 года Таврической губернии, Сарыголь был включён в состав Парпачской волости Феодосийского уезда.
По Ведомости о числе селений, названиях оных, в них дворов… состоящих в Феодосийском уезде от 14 октября 1805 года, в деревне Сарыголь числилось 22 двора и 143 жителя. На военно-топографической карте генерал-майора Мухина 1817 года деревня Сарыгюл обозначена с 22 дворами. После реформы волостного деления 1829 года Сарыголь, согласно «Ведомости о казённых волостях Таврической губернии 1829 года», отнесли к Агерманской волости (переименованной из Парпачской). На карте 1836 года в деревне 17 дворов. Видимо, вследствие эмиграции крымских татар в Турцию, деревня опустела и на карте 1842 года Сарыголь обозначен условным знаком «малая деревня», то есть, менее 5 дворов.
В 1860-х годах, после земской реформы Александра II, деревню приписали к Арма-Элинской волости. Согласно «Списку населённых мест Таврической губернии по сведениям 1864 года», составленному по результатам VIII ревизии 1864 года, Сарыголь — владельческая татарская деревня с 5 дворами и 35 жителями при колодцах. По обследованиям профессора А. Н. Козловского начала 1860-х годов, в селении «все без исключения колодцы с весьма солёною водою, годною лишь для животных. Людьми же в пищу не употребляется». Согласно «Памятной книжке Таврической губернии за 1867 год», деревня Сарыголь была покинута жителями в 1860—1864 годах, в результате эмиграции крымских татар, особенно массовой после Крымской войны 1853—1856 годов, в Турцию и представляла собой пустое место — видимо, была снесена. На трёхверстовой карте Шуберта 1865—1876 года в деревне Сарыголь обозначено 3 двора. По «Памятной книге Таврической губернии 1889 года», по результатам Х ревизии 1887 года, в Сарыголе, уже Владиславской волости, числилось 7 дворов и 54 жителя. На верстовке 1890 года обозначене станция 2 класса Сарыголь По Статистическому справочнику Таврической губернии. Ч.II-я. Статистический очерк, выпуск пятый Феодосийский уезд, 1915 год, в деревне Розальевка Владиславской волости Феодосийского уезда числилось 18 дворов (все дворы с землёй) с русским населением в количестве 206 человек приписных жителей, из которых 95 мужчин и 111 женщин. Жители владели 2000 десятинами удобной земли. В хозяйствах имелось 315 лошадей, 213 волов и 105 коров.
В путеводителе 1935 года «Крым» Сарыголь — железнодорожный посёлок с большим депо, нефтехранилищами, грузовой станцией и рыболовецким колхозом.
В начале января освобождена советскими войсками в ходе Керченско-Феодосийской десантной операции.
15 января 1942 года и в последующие дни немецкая 132-я пд атаковала, в итоге достигнув берега Черного моря. Атаковал 1 батальон 436-го пехотного полка, его фланг прикрывал 437-й пехотный полк. Поздно вечером 18 января Сарыголь, северная окраина Феодосии была занята немцами.
25 марта 1944 года диверсионная группа 8-го отряда 3-й бригады Восточного соединения на железнодорожной станции Сарыголь во главе с Безбородовым взорвала водонапорную башню, а группа Гончарова — мельницу.